# 第44步兵師 (德國國防軍)
第44步兵師（德語：44. Infanterie-Division）是納粹德國國防軍陸軍的一個步兵師。該師於1938年4月1日在維也納組建。
第二次世界大戰期間，該師參與入侵波蘭、入侵法國行動。1941年6月，該師參與巴巴羅薩行動。該師一直在東線作戰，直至1943年1月斯大林格勒战役期間被殲。
同年6月，該師重建，並改編為第44「大團長和德意志團長」帝國擲彈兵師（德語：44. Reichsgrenadier-Division „Hoch- und Deutschmeister“）。該師轉戰意大利，同年秋天再度調回東線，並在當地受重創後撤退至奧地利。
該師最後於1945年5月在林茨向美军投降。

## 註腳
1. ↑  来自奥地利国徽
2. ↑  来自条顿骑士团
3. ↑  来自奥匈帝国陆军
4. ↑  Mitcham（2007年）